# Gordon Durie
Gordon Scott Durie (Paisley, 6 dicembre 1965) è un allenatore di calcio ed ex calciatore scozzese, di ruolo attaccante.

## Palmarès

### Giocatore

#### Competizioni nazionali
- Second Division: 1

Chelsea: 1988-1989
- Full Members Cup: 1

Chelsea: 1989-1990
- Community Shield: 1

Tottenham: 1991
- Campionato scozzese: 6

Rangers: 1993-1994, 1994-1995, 1995-1996, 1996-1997, 1998-1999, 1999-2000
- Scottish League Cup: 3

Rangers: 1993-1994, 1996-1997, 1998-1999
- Coppa di Scozia: 3

Rangers: 1995-1996, 1998-1999, 1999-2000